# Noel (Film)
Noel (Alternativtitel: Noel – Engel in Manhattan) ist ein US-amerikanisches Filmdrama von Chazz Palminteri aus dem Jahr 2004.

## Handlung
Der Film zeigt Menschen in New York zur Weihnachtszeit. Die geschiedene Verlegerin Rose Collins kümmert sich um ihre Mutter, die unter der Alzheimer-Krankheit leidet. Sie lernt den ehemaligen Priester Charly Boyd kennen, der ihr Leben rettet, als sie am Flussufer steht und mit Gedanken an Selbstmord spielt.
Sie verbringen den Weihnachtsabend zusammen in ihrer Wohnung und er erzählt ihr, dass er als Priester den Glauben an Gott verloren habe. Am nächsten Morgen erzählt er ihr, dass er mit ihrer Mutter telepathisch Kontakt aufgenommen und sie ihm gesagt habe, Rose solle ihr Leben weiterleben. Er fügt hinzu, dass er nun wieder an Gott glaube. Rose wird darüber wütend und schmeißt ihn aus der Wohnung.
Das Paar Mike Riley und Nina Vasquez erlebt eine Beziehungskrise, weil der Polizist Riley auf alle Männer in Ninas Umfeld eifersüchtig ist. Als er einen homosexuellen platonischen Freund Ninas attackiert, verlässt sie ihn. Sie geht zu ihrer Familie, um dort Weihnachten zu feiern. Sie trifft auf Rose, die sich heimlich in das Elternhaus geschlichen hat, und vertraut ihr ihre Geschichte an.
Anschließend gehen die beiden in eine Bar in der Nähe, da sie sich nicht so wirklich dazugehörig fühlen.
Der ältere Kellner Artie Venizelos wartet auf seine Frau, obwohl diese bereits tot ist. Er belästigt Riley; er denkt, dieser sei die Reinkarnation seiner Frau. Als Venizelos kollabiert und ins Krankenhaus gebracht wird, erfährt Riley von einem Kollegen, dass Venizelos aus Eifersucht Totschlag begangen hat. Infolgedessen habe Venizelos’ Frau einen Autounfall verursacht, bei dem sie tödlich verletzt wurde. Riley erkennt darin einen Wink des Schicksals, dass er seine krankhafte Eifersucht überwinden muss.
Jules Calvert ist ebenfalls deprimiert. In seiner Erinnerung waren die schönsten Weihnachten, die er je erlebt hat, eine Feier im Krankenhaus, als er 14 Jahre alt war. Um das Erlebnis zu wiederholen, lässt er sich von dem Kriminellen „Arizona“ die Hand brechen. Als er im Krankenhaus erscheint, muss er jedoch feststellen, dass er die Vergangenheit nicht wiederbeleben kann. Rose Collins hat wegen ihres Verhaltens Boyd gegenüber ein schlechtes Gewissen. Sie kehrt ins Krankenhaus zurück und entdeckt, dass im Zimmer neben dem Zimmer ihrer Mutter Charly Boyd im Koma liegt. Sie hat also am Flussufer seinen Geist getroffen. Rose ist fest entschlossen, nicht mehr nur für ihre Mutter da zu sein, sondern wieder am Leben teilzunehmen; sie verabredet ein Date mit einem der Ärzte.
Riley bittet Nina Vasquez um Vergebung. Er verspricht ihr, gegen seine Eifersucht anzukämpfen. Sie verzeiht ihm und teilt ihm mit, dass sie schwanger ist.

## Kritiken
Roger Ebert schrieb in der Chicago Sun-Times vom 12. November 2004, der Film erzähle die „übliche“ Geschichte über entfremdete Menschen, die ihr Glück suchen. Nur ein zynischer Mensch könne den Film nicht mögen und „vielleicht deswegen“ möge er den Film nicht. Er könne „unter richtigen Umständen“ sentimental sein, aber dieser Film wirke auf ihn wie „eine Herausforderung“.
Die Los Angeles Times wunderte sich in der Kritik vom 12. November 2004, warum Chazz Palminteri dieses Drehbuch für sein Regiedebüt gewählt habe und warum so renommierte Darsteller wie Susan Sarandon mitspielten.

## Hintergrund
Die Dreharbeiten fanden in New York und in Montreal statt. Weltpremiere feierte der Film am 12. September 2004 auf dem Toronto Film Festival. In den italienischen Kinos spielte er rd. 1,5 Mio. Euro ein.

## Nachweise
1. ↑   Freigabebescheinigung für Noel. Freiwillige Selbstkontrolle der Filmwirtschaft, September 2005 (PDF; Prüfnummer: 103 670 V/DVD).
2. ↑  Kritik von Roger Ebert
3. ↑  Kritik in der Los Angeles Times
4. ↑  Drehorte für Noel
5. ↑  Starttermine für Noel
6. ↑  Business Data for Noel